# You Could Be Mine
You Could Be Mine is een nummer van de Amerikaanse hardrockband Guns N' Roses, afkomstig van hun vierde studioalbum Use Your Illusion II. Het is de zevende single van Guns N' Roses, en de eerste van de Use Your Illusion-albums. Ook staat de single op de soundtrack van de kaskraker Terminator 2: Judgment Day. Het nummer werd op 25 juni 1991 wereldwijd uitgebracht op single en VHS videoband.

## Achtergrond
Eerst was men niet van plan om You Could Be Mine als themalied van Terminator 2: Judgment Day te pakken. Maar de signalen in de film (John Connor's vriend droeg een T-shirt van de band en de T-800 (Arnold Schwarzenegger) pakte een "Winchester lever-action shotgun" uit een doos vol rozen) waren zo duidelijk dat regisseur James Cameron besloot om de band aan te werven voor de theme song van de film. Uiteindelijk kozen ze  You Could Be Mine en nodigde acteur Arnold Schwarzenegger zelf ze uit om bij hem thuis over de deal te onderhandelen
Het stuk uit het refrein "With your bitch slap rappin' and your cocaine tongue you get nuthin' done" komt oorspronkelijk van het eerste album Appetite for Destruction, uitgegeven in 1987. Het nummer was toen al geschreven zoals gitarist Slash achteraf bevestigt.
Het nummer is vooral bekend om het minuten durende drum- en gitaarintro en werd gespeeld tijdens de aftiteling en tijdens de film zelf, in de beginscènes bij John Connor. Oorspronkelijk was dat het punkrocklied I Wanna Be Sedated van de Ramones. Het wordt ook nog gebruikt in de film Terminator Salvation.
De plaat werd wereldwijd een hit. In thuisland de Verenigde Staten werd de 29e positie in de Billboard Hot 100 bereikt, in Canada de 30e, Australië de 3e, Nieuw-Zeeland de 2e, Frankrijk de 8e, Duitsland de 5e, Oostenrijk de 8e, Zwitserland en Ierland de 2e, in het Verenigd Koninkrijk de 3e positie in de UK Singles Chart en in de Eurochart Hot 100 de 2e.  
In Nederland werd de plaat in de zomer van 1991 veel gedraaid op Radio 3 en werd een hit in de destijds twee landelijke hitlijsten op de nationale publieke popzender. De plaat bereikte de 4e positie in de Nationale Top 100 en de 5e positie in de Nederlandse Top 40.
In België bereikte de plaat de 10e positie in de voorloper van de Vlaamse Ultratop 50 en de 11e positie in de Vlaamse Radio 2 Top 30. In Wallonië werd géén notering behaald.
Sinds de editie van december 2020 staat de plaat genoteerd in de jaarlijkse NPO Radio 2 Top 2000 van de Nederlandse publieke radiozender NPO Radio 2, met als hoogste notering tot nu toe een 1451e positie in 2022.

## Videoclip
Arnold Schwarzenegger verschijnt ook in de videoclip als de T-800 Terminator met de opdracht om Axl Rose te doden. Maar op het einde van de clip beoordeelt hij Axl en zegt "It would be a waste of ammo", en hij gaat weg. Izzy Stradlin was op het einde van de videoclip afwezig en het zou ook de laatste zijn waarin hij meespeelde. De videoclip was een van de meeste aangevraagde van die periode (zomer 1991) en werd door MTV verkozen als beste single van het jaar. 
In Nederland werd de videoclip destijds op televisie (Nederland 2) uitgezonden door Veronica in het popprogramma Countdown en de tv-versie van de Nederlandse Top 40 en door de TROS in het popprogramma Popformule met toenmalig  TROS Radio 3 dj Peter Teekamp.

## NPO Radio 2 Top 2000
| Nummer met noteringen in de NPO Radio 2 Top 2000 | '20  | '21  | '22  | '23  | '24  |
| ------------------------------------------------ | ---- | ---- | ---- | ---- | ---- |
| You Could Be Mine                                | 1657 | 1657 | 1451 | 1692 | 1653 |

1. ↑  Een vetgedrukt getal geeft de hoogste notering aan.
2. ↑  2020 was het eerste jaar met een notering voor dit nummer.